# Lätkalu
Lätkalu – wieś w Estonii, w prowincji Viljandi, w gminie Viljandi.
W latach 1991–2017 (do reformy administracyjnej gmin Estonii) wieś znajdowała się w gminie Kolga-Jaani. W wiosce do 1995 istniała czteroletnia szkoła, która została zastąpiona przez Leie Põhikool.